# Cobly
Cobly o Kobli es una comuna beninesa perteneciente al departamento de Atakora.
En 2013 tenía 67 603 habitantes, de los cuales 24 878 vivían en el arrondissement de Cobly.
Se ubica en el oeste del departamento y su territorio es fronterizo con la región de las Sabanas de Togo.

## Subdivisiones
Comprende los siguientes arrondissements:
- Cobly
- Datori
- Kountori
- Tapoga